# Albini
Albini je priimek več oseb:
- Alfred Albini (1896—1978), hrvaški arhitekt
- Srečko Albini (1869—1933), hrvaški skladatelj
- Steve Albini (1962—2024), ameriški glasbenik
- Claudio Domenico Albini, italijanski rimskokatoliški škof
- Nicola Saverio Albini, italijanski rimskokatoliški nadškof
- Philippus Albini, italijanski rimskokatoliški škof
- Tommaso Albini, italijanski rimskokatoliški škof